# Василий (фольклор)
Васи́лий — мужское русское личное имя, часто встречающееся в русском эпосе — былинах и народных повестях.

## Имя Василий в былинах
К былинным богатырям принадлежат: Василий Казимирович, Василий Окульевич, Василий Игнатьевич, Василий Долгополый, Василий Заморский, Василий Иванович, Василий Сурывлевич Боголюбович, Василий Царевич, Василий Пьяница и Василий Буслаев.

### Василий Казимирович
О первом из них подробнее других говорит Стасов («Происхождение русских былин», в «Вестн. Европы» 1860). Василий Казимирович является в былинах, посвященных Добрыне. В них, по повелению Владимира, Добрыня, вместе с братом своим Иваном Дубровичем и Василием Казимировичем, посылается в Орду. Здесь Василий Казимирович представляется довольно странным лицом, так как он не участвует ни в каких подвигах, а только распоряжается всей поездкой. К нему обращается Владимир, ему поручает везти дань, и только потом он сам выбирает себе товарищей. В Орде он тоже постоянно выступает на первый план и он же унимает молодецкую удаль Добрыни и Ивана. Вследствие всего этого Стасов сравнивает эту былину с эпизодом Рамаяны, а Василия Казимировича с отшельником и наставником Рамы и Лакгимана Висвамитрой. Хомяков в Василии Казимировиче видел тип дьяка, грамотея. Это воззрение находит подтверждение в том, что он одет всегда в одежду с длинными полами, отчего и называется иногда «Васька Долгополый».
Василий Казимирович является в другой раз в былинах, когда вместе с Дунаем едет за невестой для Владимира: здесь он является уже в другой роли, простого помощника, паробка в отношении к Дунаю. Равный другим богатырям является Василий Казимирович, когда он посылается князем оценить имение Дюково. Но снова в другой былине его обижают сравнением с Василием Пьяницей. Васька Долгополый, вероятно, тождественный с Василий Казимировичем, является в былинах очень редко. Он упоминается в числе богатырей, стоявших с Ильёй на заставе, и, во второй раз — когда богатыри хотели его послать сражаться с Жидовином.

### Василий Заморский
Василий Заморский в одной былине у Рыбникова сопровождает Ивана Годиновича, сватающегося за Настасью.

### Василий Иванович
Василий Иванович, вместе с братом Фёдором, должен добыть невесту для Владимира, но они о сватовстве вовсе и не думают (Рыбн. III, 3).

### Василий Окульевич
Василий Окульевич, царь Цареградский, для которого увозится жена чужая — Соломонова, царица Саламания, является героем былины, переделанной из апокрифической повести о Соломоне и Китоврасе. В другом же рассказе о поездке Ильи царьградский император носит имя Василий Сурывлевич-Боголюбович. Василий царевич в былинах о Ставре прямо называет этого богатыря «гусельником из ихней страны Ляховецкой», и таким образом представляется и сам в роли «ляховецкого» князя.

### Василий Игнатьевич
Василий Игнатьевич, он же Василий Пьяница — герой былины, в которой рассказывается, что он провинился перед татарами, осаждавшими Киев, и они потребовали его выдачи. Тогда он совершает большой подвиг и выручает город от врагов.

### Василий Буслаев
Самым знаменитым из всех богатырей, носящих имя Василий, является Василий Буслаев, герой новгородский, представляющий собой идеал молодецкой безграничной удали. Для Васьки нет никаких стеснений, он всегда делает так, как ему вздумается, не обращая внимания на то, приносят ли его поступки вред или нет. Он уже в самые юные годы ходит по городу и забавляется отрыванием рук, ног и даже голов у своих сограждан. Собрав большую дружину из таких же сорвиголов, как он сам, он буйствует все более и более, и только мать его имеет над ним хотя бы тень власти. Наконец, подзадоренный на пиру, он бьется об заклад, что будет биться на Волховском мосту со всеми новгородскими мужиками, и он избил бы всех своих противников до единого, если бы не вмешалась в дело его мать. На старости лет он отправляется в Иерусалим, но и там он остался прежним буяном и, наконец, сам навлекает на себя смертное наказание.
Тип Василия Буслаева очень мало разработан в научной литературе. Большинство историков литературы высказались в пользу оригинальности этого типа, считая его олицетворением могущества самого Новгорода, тогда как Садко служит олицетворением его богатства. Некоторые историки усматривают сходство между Василием и нормандскими пиратами, но не разбирают причин этого сходства.

## Василий в прочих памятниках русской письменности
В повествовательной литературе герои нескольких романов носят имя Василий. Так, есть повесть «Гистория о российском матросе Василии Кариотском». Её сюжет заимствован из средневековых рыцарских романов, но пропитан сентиментальным духом конца XVII и начала XVIII веков.
Существует эпический стих об Агриковом сыне Василии. Некто Агрик имел сына Василия, он его однажды послал в церковь, которую немедленно после этого окружили сарацины и взяли Василия в плен. По прошествии нескольких лет Василий чудесным образом был перенесен из Крита в Антиохию в дом отца.
Существует, наконец, повесть «О Василии, королевиче златовласом чешской земли», изданная И. А. Шляпкиным в «Памятниках древней письменности и искусств» (СПб., 1882). Эта повесть является литературной обработкой народной сказки об усмирении гордой невесты, глумящейся над своим женихом. Сказка распространена по всей Европе и в России была известная под названием «О хитрой деве». Повесть, по мнению А. Н. Веселовского, пришла из Западной Европы в Россию через Польшу.